# Chytoryza
Chytoryza là một chi bướm đêm thuộc họ Noctuidae.